# 隅田 (砲艦)
隅田（すみだ）は、日本海軍の砲艦。「伏見」[I]とともに日本海軍初の本格的な河用砲艦である。艦名は東京府（当時）を流れる「隅田川」による。
中国長江流域での権益保護の必要性から建造された。
日本海軍籍にありながら一度も本土に寄港したことがないという珍しい艦となった。

## 艦型

### 兵装
- 1920年 (大正9年) 時の兵装は1号6cm砲2門、陸式機砲1挺、麻式6.5mm砲4挺だった[1]。
- 1931年 (昭和6年) 時の兵装は1号6cm砲2門、留式機銃2挺、三年式機銃4挺だった[11]。

### 試運転
1906年4月16日に行った試運転の成績は以下の通り。
| 排水量      | 回転数  | 出力 | 速力        | 備考 |
| ----------- | ------- | ---- | ----------- | ---- |
| 174.5英トン | 180 rpm |      | 7.5ノット   |      |
| 174.5英トン | 250 rpm |      | 9.73ノット  |      |
| 174.5英トン | 290 rpm |      | 11.12ノット |      |

## 艦歴

### 建造
昭和3年内令第43号「艦船要目公表範囲」によると「イギリス、ソーニクロフト社で1903年 (明治36年) 1月29日起工、6月26日進水、8月4日竣工」。
一旦解体して上海に輸送された。
上海のファナムボイド社で同年11月10日起工(組立開始)。
12月5日、第三号浅喫水砲艦を「隅田」と命名し二等砲艦に類別、
同日午後2時30分に進水した。
1904年 (明治37年) 2月6日に日露開戦、2月12日に「隅田」の工事の中止が命令された。
艦はそのまま繋留し、兵器など取り外せる物は日本郵船上海支店に保管、派遣員(乗員予定者等)は帰国、
番人3人(兵器組長1人、造船職工1人、傭人1人)を指定した。
5月に甲板からの漏水が判明し、6月27日に応急工事が決定した。
1905年 (明治38年) 12月に工事再開のために監督官らが派遣された。
「隅田」は1906年 (明治39年) 4月16日に試運転を行い、
4月17日に竣工した。

### 第一次世界大戦
第一次世界大戦において、当初、中国が中立の立場であったため、1914年 (大正3年) から翌年にかけて武装解除の上、抑留されたが、中国が連合国側に加わると復帰した。

### 昭和期
1931年 (昭和6年) 6月1日、砲艦に類別変更。翌年の第一次上海事変において、上海や長江方面の警備に従事した。
1935年 (昭和10年) 3月1日に除籍。
その後売却され上海で解体された。

## 艦長
※『日本海軍史』第9巻・第10巻の「将官履歴」及び『官報』に基づく。階級は就任時のもの。
- （兼）堀田英夫 大尉：1903年12月8日 - 1905年1月12日
- 堀田英夫 大尉：1905年11月12日 - 1907年10月31日
- 大井五郎 大尉：1907年10月31日 - 1909年10月1日
- 橋本虎六 少佐：1909年10月1日 - 11月12日
- 東条政二 少佐：1909年11月12日 - 1912年1月22日
- 福与平三郎 少佐：1912年1月22日 - 1913年12月1日
- 石川庄一郎 少佐：1913年12月1日 -
- 菊地豊吉 大尉：1917年8月16日 - 1918年12月1日[23]
- 津田静枝 少佐：1918年12月1日 - 1919年3月10日
- 中村英彦 少佐：1919年3月10日[24] -
- 柴田源一 少佐：1919年12月1日[25] - 1921年3月9日[26]
- 斎藤二朗 少佐：1921年3月9日 - 1921年12月20日
- 土居政道 少佐：1921年12月20日[27] - 1923年1月20日[28]
- 後藤英次 少佐：1923年1月20日 - 1924年5月1日
- 志賀忠一 少佐：1924年5月1日[29] - 1925年6月1日[30]
- 久重一郎 大尉：1925年6月1日[30] - 1926年12月1日[31]
- 益田康彦 大尉：1926年12月1日[31] - 1928年11月1日[32]
- 福田勇 少佐：1928年11月1日[32] - 1930年12月1日[33]
- 岸良幸 大尉：1930年12月1日[33] - 1932年5月2日[34]
- 沢勇夫 少佐：1932年5月2日[34] - 1933年11月15日[35]
- 河野康 少佐：1933年11月15日 - 1934年11月15日
- （兼）阿部俊雄 少佐：1934年11月15日 - 1935年3月1日